# Eutoea contigaria
Eutoea contigaria är en fjärilsart som beskrevs av Walker 1861. Eutoea contigaria ingår i släktet Eutoea och familjen mätare. Inga underarter finns listade i Catalogue of Life.